# Església de Santa Maria de Blaquernes (Berat)
L'església de Santa Maria de Blaquernes (en albanès: Kisha e Shën Mëri Vllahernës) es troba a la part alta del vessant d'un turó, dins del castell de Berat, a Berat, l'anomenada ciutat de les mil finestres, una de les ciutats més antigues d'Albània, que juntament amb el també centre històric de Gjirokastër, són Patrimoni de la Humanitat.
El nom prové de la famosa església de Santa Maria de Blaquernes de Constantinoble, a prop del Palau de Blaquernes. Aquesta església, també ortodoxa i d'estil romà d'Orient, fou edificada al segle xiii, i conté pintures murals d'aquest segle. Fou declarada "Monument Cultural" d'Albània al 1948.
Sembla que hi hagué en aquest indret un antic monestir dels segles V o VI. Nikolla Onufri, fill del més famós pintor d'icones Onufri, decorà l'església el 1578 amb escenes de la Bíblia i dels profetes. El seu terra és decorat amb mosaics.